# Storia della mia famiglia
Storia della mia famiglia è una serie televisiva italiana, diretta da Claudio Cupellini e ideata da Filippo Gravino, prodotta da Palomar e distribuita da Netflix.

## Trama
Fausto vive a Roma con i figli Libero ed Ercole, nati dalla relazione avuta con Sarah. L'uomo, ammalato di una malattia terminale dovuta a un tumore, vive gli ultimi giorni della sua vita cercando di trovare una sistemazione per i due figli, non volendo che essi vengano affidati all'ex compagna. Lucia, madre di Fausto che  gestisce un salone di parrucchiere a Napoli, decide di far ritorno a Roma visto l'aggravarsi della malattia del figlio. Fausto inizia a intrecciare una rete di supporto emotivo ed economico per i figli, coinvolgendo sia la madre e il fratello Valerio, che gli amici Demetrio e Maria, cercando di trascorrere più tempo possibile con i figli.

## Episodi
| Stagione       | Episodi | Pubblicazione |
| -------------- | ------- | ------------- |
| Prima stagione | 6       | 2025          |

## Personaggi e interpreti
- Fausto, interpretato da Eduardo Scarpetta. Vive a Roma con i figli Libero e Ercole. L'uomo, agente immobiliare, ha un tumore la cui diagnosi è stata accertata troppo tardi per poter procedere con le cure.
- Lucia, interpretata da Vanessa Scalera. La madre di Fausto e Valerio. La donna ha avuto i figli in giovane età, non riuscendo a dare loro una figura paterna stabile per via delle sue numerose relazioni. Lucia ha un carattere libero e indipendente, portandola ad aprire un salone di parrucchiere a Napoli.
- Valerio, interpretato da Massimiliano Caiazzo. È il fratello di Fausto. Nel corso della vita ha assunto il ruolo di riferimento maschile per il fratello, portandolo a sentire una iper-responsabilizzazione. La pressione e la continua ricerca della propria identità fuori dal complesso sistema famigliare l'ha portato a divenire dipendente dalla cocaina.
- Maria, interpretata da Cristiana Dell'Anna. Amica di Fausto. Lavora come insegnante e si dedica a seguire Fausto nell'iter medico, nascondendo dei sentimenti per lui.
- Sarah, interpretata da Gaia Weiss. Ex compagna di Fausto e madre di Libero e Ercole. Originaria del Regno Unito, la donna presenta delle caratteristiche psicologiche instabili e irascibili.
- Demetrio, interpretato da Antonio Gargiulo. Amico di Fausto e suo compagno di avventure adolescenziali. Lavora con Fausto nell'agenzia immobiliare ed è infatuato da Maria, che tuttavia non ricambia le attenzioni.
- Sergio, interpretato da Filippo Gili.
- Libero e Ercole, interpretati rispettivamente da Jua Leo Migliore e Tommaso Guidi. Sono i figli di Fausto, rispettivamente il maggiore e il minore.
- Valeria, interpretato da Aurora Giovinazzo.

## Produzione
La serie televisiva, scritta da Filippo Gravino con Elisa Dondi, nasce da un'idea del produttore di Palomar  Nicola Serra. Gravino ha raccontato che il produttore gli chiese di raccontare una storia a lui affine, portando lo sceneggiatore ad ispirarsi al concetto di tribù e di famiglia non convenzionale, riprendendo i concetti di Michela Murgia.
Le scene sono state girate tra Lazio e Campania, con scene girate nella città metropolitana di Roma Capitale, tra cui a Tivoli e Valmontone.
Nel marzo del 2025 la serie viene confermata per una seconda stagione le cui riprese prendono il via due mesi più tardi.

## Promozione
Il teaser trailer è stato pubblicato online il 10 gennaio 2025, mentre il trailer ufficiale è stato pubblicato il 13 febbraio, accompagnato dal brano Se piovesse il tuo nome di Elisa e Calcutta.

## Accoglienza
La serie è stata accolta con recensioni favorevoli da parte della critica televisiva, che ne ha apprezzato la regia e la sceneggiatura, oltre che il cast attoriale, con particolare rilievo per Eduardo Scarpetta.
In una recensione positiva, Antonio Cuomo di Movieplayer.it scrive che la regia della serie «sostiene emozioni e sentimenti senza mai calcare la mano» apprezzando la narrativa che si pone su «piani temporali diversi per costruire un tutto unico e organico» e che «merita attenzione». Sabrina Colangeli di GQ Italia afferma che «tantissimi autori italiani si sono approcciati al tema», apprezzando la volontà di affrontare il tema della famiglia in «un periodo in cui il concetto di famiglia continua a espandersi, modellarsi e testare nuove possibilità».
Scrivendo per MYmovies.it, Paola Casella rimane piacevolmente colpita dalla regia, sceneggiature e dal cast «solido e che esprime alcuni dei migliori giovani talenti» e trovando positiva «l'attenzione individuale che la sceneggiatura dedica a tutti i personaggi» e per l'espediente della «pietas». Casella tuttavia trova l'inserimento delle musiche «poco efficaci in sé, perché vengono incessantemente spalmate sulla narrazione, trasportando i dialoghi».